# Typhlodromus chinensis
Typhlodromus chinensis är en spindeldjursart som beskrevs av Ehara och Lee 1971. Typhlodromus chinensis ingår i släktet Typhlodromus och familjen Phytoseiidae. Inga underarter finns listade i Catalogue of Life.